# Ljustjärnen (Ovanåkers socken, Hälsingland)
Ljustjärnen är en sjö i Ovanåkers kommun i Hälsingland och ingår i Ljusnans huvudavrinningsområde. Sjön har en area på 0,0926 kvadratkilometer och ligger 242 meter över havet. Sjön avvattnas av vattendraget Ljustjärnsbäcken.

## Delavrinningsområde
Ljustjärnen ingår i det delavrinningsområde (681416-149888) som SMHI kallar för Ovan 681074-150033. Medelhöjden är 271 meter över havet och ytan är 16,56 kvadratkilometer. Det finns inga avrinningsområden uppströms utan avrinningsområdet är högsta punkten. Ljustjärnsbäcken som avvattnar avrinningsområdet har biflödesordning 4, vilket innebär att vattnet flödar genom totalt 4 vattendrag innan det når havet efter 96 kilometer. Avrinningsområdet består mestadels av skog (75 procent) och sankmarker (13 procent). Avrinningsområdet har 0,1 kvadratkilometer vattenytor vilket ger det en sjöprocent på 0,6 procent.